# Косенко Олександр Іванович
Олександр Іванович Косенко (13 квітня 1957, Доніно-Кам'янка, Знам'янський район, Кіровоградська область) — український поет, лауреат літературних премій, голова Кіровоградської обласної організації НСПУ, член Національної спілки журналістів України.

## Життєпис
Освіта
У 1986 році з відзнакою закінчив вечірнє відділення Кіровоградського інституту сільськогосподарського машинобудування (нині Центральноукраїнський національний технічний університет) за фахом «Будівельні, шляхові машини та обладнання», спеціальність інженер-механік.
У 1986 році пройшов курси підвищення кваліфікації у Республіканському навчальному комбінаті Міністерства автотранспорту УРСР та отримав кваліфікацію «викладач автосправи».
У 1989 році закінчив інститут підвищення кваліфікації при заводі КамАЗ. У 2004 році пройшов навчання в Центрі післядипломної освіти Міністерства агрополітики.
У 2006 році отримав диплом Кіровоградського інституту комерції за фахом «Приватне підприємництво». Присвятив себе викладацькій роботі.
Кар'єра
З 1974 року — на Кіровоградському радіотелецентрі, підсобний робітник.
1975—1986 роки у Кіровоградському інституті сільськогосподарського машинобудування, лаборант, інженер, навчальний майстер.
У 1986 році переведений до Кіровоградського облавтоучкомбінату, де працював на посаді викладача до 2002 року.
З 2003 року — заступник директора з навчально-виробничої роботи, а з 2003 року — директор Кіровоградського обласного комунального навчально-курсового комбінату «Аграрник».
Із 2006 року директор Кіровоградської школи водійської майстерності. Викладач вищої категорії.
2014 рік — директор одеського будинку творчості письменників.

## Творчість
Друкувався у періодиці. Це газети: «Серп і молот» (Знам'янська районна газета, 1969—1974), «Молодий Комунар», «Кіровоградська правда», «Вечірня газета», «Україна центр» (обласні кіровоградські газети — часто і систематично, починаючи з 1982 року), «Літературна Україна» (2012)., «Українська літературна газета»
Неодноразово виступав на радіо й телебаченні. Журнали — «Поріг», «Степ», «Вежа», «Золота пектораль», «Перевал».
Також у різний час твори з'являлися у відомчій, обласній та районній пресі різних регіонів України, у періодиці та часописах Тернопільщини, Дніпропетровщини, Миколаївщини, Галичини.
Переклади видавалися в Росії, Молдові.
Колективні поетичні збірки «ЄВШАН» (Видавництво МАВІК, Кіровоград, 2000), «Золоте поле» (Спілка письменників України, Кіровоград, 2009). Хрестоматія з літератури «Блакитні вежі» (Видавництво МАВІК, 2011), альманах «Дерибасівська -Рішель'євська» (Одеса 2015 р.)
Окремими книгами:
- книга поезій «На сьомий день» (видавництво «СТЕП», 2009),
- «Гартування води» («Український пріоритет», Київ, 2012).

## Громадський діяч
Член бюро обласного літературного об'єднання «Степ». На громадських засадах веде літературну студію «ЛІРА» при обласній бібліотеці для юнацтва імені Бойченка.
16 червня 2015 обраний головою Кіровоградської обласної організації НСПУ.

## Відзнаки
- Літературна премія «Сокіл степів» (за сумою публікацій, 2009)
- Літературна премія імені Євгена Маланюка (2010 рік, за книгу «На сьомий день»)
- Літературна премія ім. Бориса Нечерди 2015 року[2]
- Медаль «Олександра Довженка» (2018) — за книгу поезій «Егрегор»[3]